# Kelly Brazier
Kelly Brazier (Dunedin, 28 oktober 1989) is een Nieuw-Zeelands rugbyspeler.

## Carrière
Met de vijftienmans variant behaalde Brazier in 2010 en 2017 de wereldtitel.
Brazier won met de ploeg van Nieuw-Zeeland tijdens de Olympische Zomerspelen 2016 de Olympische zilveren medaille. Vijf jaar later in Tokio werd Brazier olympisch kampioen.
In 2013 en 2018 werd zij ook wereldkampioen Rugby Seven.

## Erelijst

### Rugby Seven
- Wereldkampioenschap  2013
- Olympische Zomerspelen:  2016
- Gemenebestspelen  2018
- Wereldkampioenschap  2018
- Olympische Zomerspelen:  2021

### Rugby Union
- Wereldkampioenschap  2010
- Wereldkampioenschap  2017